# Vlinders
Vlinders è il secondo album in studio della cantautrice olandese S10, pubblicato il 12 novembre 2020. 

## Descrizione
L'album è uscito appena un anno dopo il precedente lavoro Snowsniper, vincitore del premio Edison, uno dei premi musicali più prestigiosi nei Paesi Bassi, nella categoria "Alternative".
Tra le sedici tracce che compongono il disco, sono presenti sei collaborazioni.

## Promozione
Il disco è stato anticipato dai singoli Maria, che tratta tematiche femministe e Achter ramen, quest'ultimo realizzato in collaborazione con il rapper fiammingo Zwangere Guy. I singoli sono stati pubblicati rispettivamente il 17 settembre e l'8 ottobre 2020.

## Tracce
Testi di Stien den Hollander, eccetto dove indicato.
1. Masker af – 2:50 (Koen van de Wardt, Maarten Vos, Sam Lawalata)
2. For days (feat. Sor) – 3:50 (Harry Vrienten, Rosario Mussendijk, Sam Lawalata, Stien den Hollander)
3. Ochtend/avond (feat. Nnelg) – 3:29 (testo: Glenn Abrokwa, Stien den Hollander – musica: Dennis Westerhout, Mick Langenberg, Sam Lawalata)
4. Maria – 2:57 (musica: Morien van der Tang, Sam Lawalata)
5. Crystal Clear – 5:46 (musica: Mick Langenberg, Sam Lawalata)
6. Gelogen – 2:55 (musica: Dennis Westerhout, Sam Lawalata)
7. Licht – 3:16 (Dennis Westerhout, Rens Ottema, Sam Lawalata, Stien den Hollander)
8. Wat ze willen (feat. Gian) – 4:02 (testo: Navarone Cole, Stien den Hollander – musica: Jelte Heringa, Morien van der Tang, Sam Lawalata)
9. Vlucht (feat. Ronnie Flex) – 4:04 (testo: Ronell Plasschaert, Stien Den Hollander – musica: Sam Lawalata)
10. Achter ramen (feat. Zwangere Guy) – 3:37 (testo: Gorik van Oudheusden, Stien Den Hollander – musica: Remy van Kesteren, Rodrigue Pascal Bertuille Sam Lawalata)
11. Niet bang zijn (feat. Wende) – 3:17 (testo: Stien den Hollander, Wende Snijders – musica: Remy van Kesteren, Sam Lawalata)
12. Kapot – 2:56 (musica: Koen van de Wardt, Maarten Vos, Sam Lawalata)
13. Vleugels – 3:09 (musica: Remy van Kesteren, Teun de Kruif)
14. Vul de ruimte – 2:52 (musica: Sam Lawalata, Teun de Kruif)
15. Vergeet me niet – 3:30 (musica: Sam Lawalata, Teun de Kruif)
16. Handen van mijn moeder – 3:37 (musica: Mick Langenberg, Morien van der Tang, Sam Lawalata, Stien den Hollander)

## Successo commerciale
L'album debutta in 57ª posizione nella Mega Album Top 100. A seguito della pubblicazione del formato in vinile dell'album, avvenuta il 12 febbraio 2021, l'album rientra in classifica in 5ª posizione.

## Classifiche
| Classifica (2021) | Posizione massima |
| ----------------- | ----------------- |
| Paesi Bassi       | 5                 |